# Orbellia obscura
Orbellia obscura is een vliegensoort uit de familie van de afvalvliegen (Heleomyzidae). De wetenschappelijke naam van de soort is voor het eerst geldig gepubliceerd in 1972 door Gorodkov.